# Прокрастинация в ущерб сну

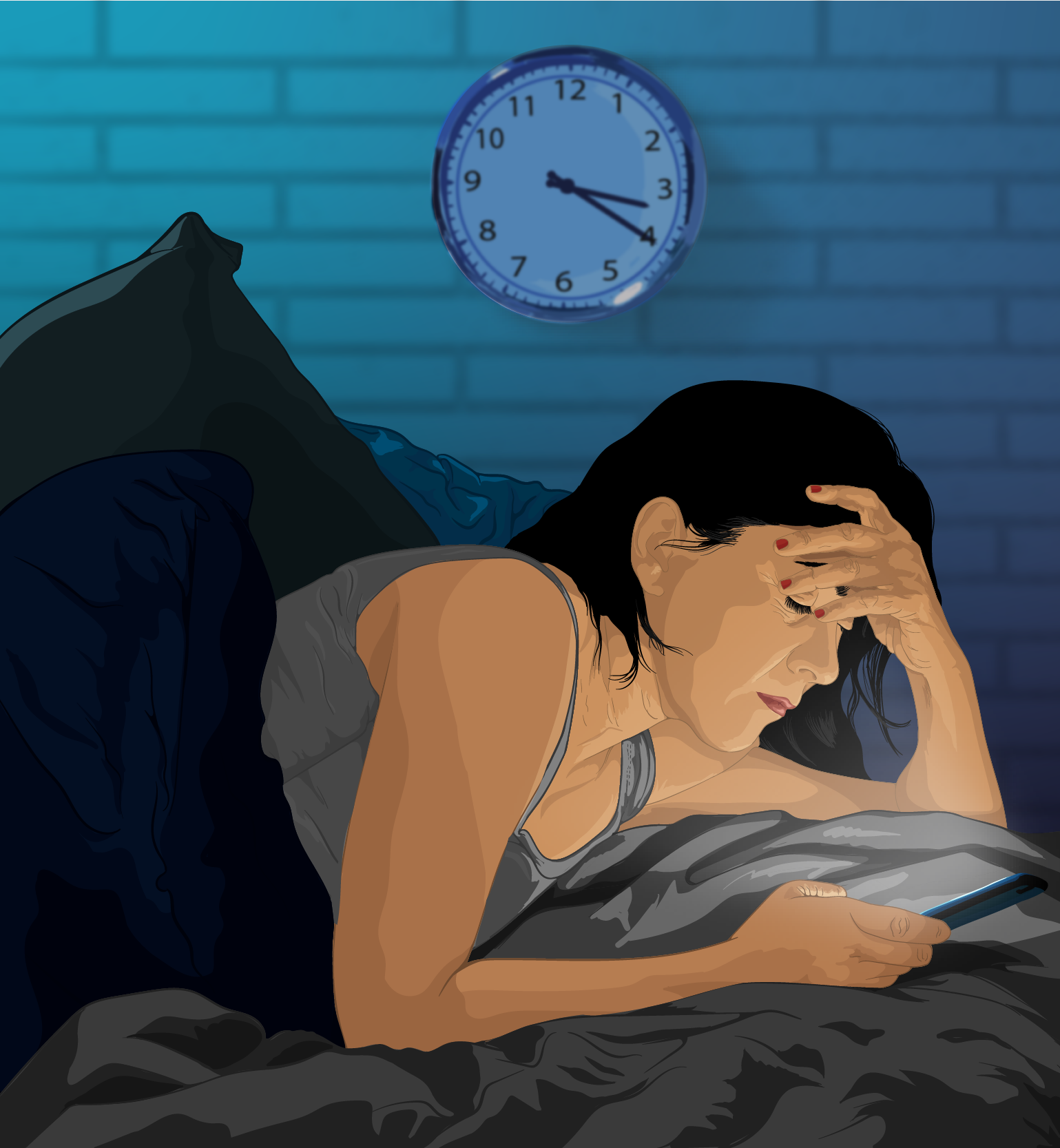
Женщина со смартфоном глубокой ночью

Прокрастинация в ущерб сну или прокрастинация из мести — неспособность отхода ко сну в положенное время без внешних препятствующих этому обстоятельств. Явление, при котором люди не имеющие большого контроля над своей дневной жизнью, ложатся спать позже необходимого, восстанавливая некоторую свободу в поздние часы.

## Термин и исследования
Англоязычный термин Bedtime procrastination получил широкую известность благодаря научному исследованию, проведённому в Утрехтском университете в Нидерландах в 2014 году. Исследователи описали откладывание отхода ко сну, когда люди ложатся спать позже, чем необходимо, откладывая отход ко сну без каких-либо практических причин этой задержки.
Приставка revenge (англ. месть), дополняющая термин «Прокрастинация в ущерб сну из мести», вероятно, появилась в Китае в конце 2010-х годов из-за системы 996 рабочих часов (72 часов в неделю). Ёмкое определение термину дала журналистка Дафна Ли, твит о ночной прокрастинации которой стал вирусным. Так, журналистка описала, что "bedtime procrastination" случается, когда люди не имеющие особого контроля над своей дневной жизнью, отказываются ложиться рано спать, чтобы вернуть некоторое ощущение свободы в поздние часы ночью. Эксперт по производительности Алессандра Эдвардс считает, что прокрастинация в ущерб сну из мести — распространённое явление у людей, считающих, что они не контролируют своё время и находят такой способ вернуть себе личное время, даже несмотря на то, что приходится ложиться спать слишком поздно. В статье The Washington Post об этом феномене говорится, что Ли писала конкретно о людях в Китае, работающих по 12 и более часов в день и жертвующих сном «из мести». Однако люди во всем мире зацепились за это определение. Оно стало особенно актуальным на фоне того, как пандемия COVID-19 стёрла границы между работой, школой и домом.
Другое исследование нидерландских учёных 2018 года, также опубликованное в журнале Frontiers in Psychology, предприняло попытку выяснить причину намеренного откладывания времени отхода ко сну, даже при усталости. В результатах исследования прослеживается зависимость, говорящая о том, что большее сопротивление своим желаниям в течение дня повышает вероятность позднего отхода человека ко сну. Время, потраченное на менее приятные дела в течение дня, человек пытается «вернуть» ночью.